# Comuna de Krzęcin
Krzęcin (polaco: Gmina Krzęcin) é uma gminy (comuna) na Polónia, na voivodia de Pomerânia Ocidental e no condado de Choszczeński.
De acordo com os censos de 2005, a comuna tem 3.858 habitantes, com uma densidade 27,5 hab/km².

## Área
Estende-se por uma área de 140,47 km².

## Demografia
Dados de 30 de Junho 2004:
|                      | Total   | Total | Mulheres | Mulheres | Homens  | Homens |
| -------------------- | ------- | ----- | -------- | -------- | ------- | ------ |
|                      | pessoas | %     | pessoas  | %        | pessoas | %      |
| População            | 3858    | 100   | 1912     | 49,6     | 1946    | 50,4   |
| Densidade (pop./km²) | 27,5    | 100   | 13,6     | 13,6     | 13,9    | 13,9   |

De acordo com dados de 2002, o rendimento médio per capita ascendia a 1648,93 zł.